# Лемківська ватра

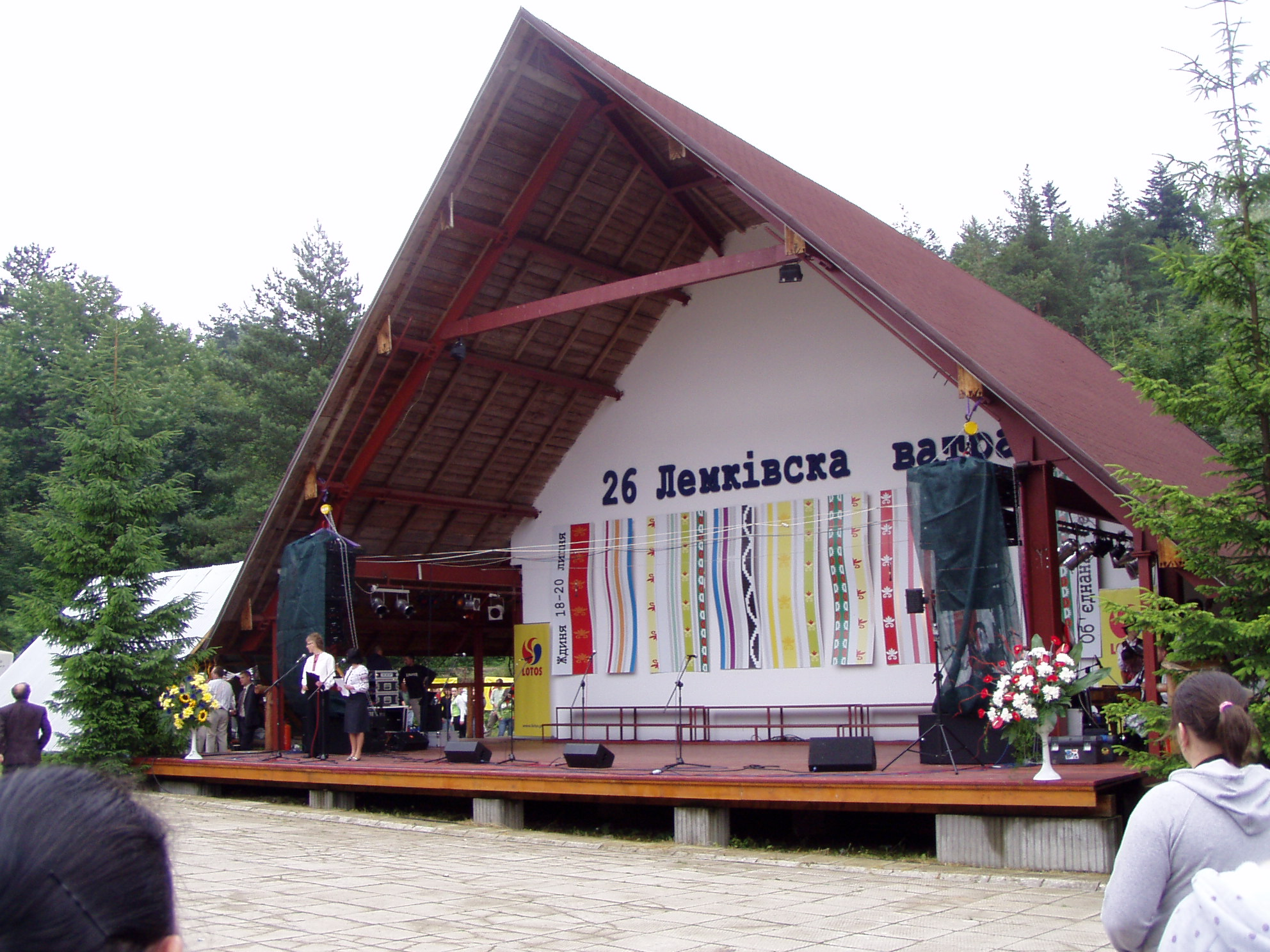
«Лемківська ватра» у 2008 році

«Лемківська Ватра» — найбільший щорічний міжнародний лемківський етнографічний фестиваль.
Організатор — Об'єднання лемків. Проводиться в Бескидах, у селі Ждиня, (Горлицький повіт, Малопольське воєводство, Польща), протягом трьох днів на 3-му або 4-му тижні липня.
Перша Ватра відбулася 12-14 серпня 1983. На фестиваль збираються з метою культивувати традиції та зберігати рідну культуру співом, танцем чи словом.
Кожного року на великій сцені фестивалю виступає приблизно 50 колективів з Польщі, України, Словаччини, Канади й інших країн. На терені ватряного поля можна зустріти, поряд з безліччю менших наметів, і шатро, де під час фестивалю відбуваються зустрічі з відомими письменниками чи художниками.
На «лемко-стріт», тобто головній стежці, яка веде від входу до сцени, є виділені місця, де можна придбати вишивані сорочки, різні рукотвори, компакт-диски, книжки чи картини.
Окрім великої сцени, діє також «Ватрочка» — частина фестивалю, присвячена наймолодшим. Ведучі протягом кількох годин проводять конкурси чи розваги для дітей. Переможці конкурсів отримують нагороди, подарунки та грамоти. Конкурси відбуваються також і для старших ватрянів. На головній сцені проходять вибори «Міс Лемковини», а на майданчику недалеко сцени — турнір з волейболу.

На Луганщині проводиться аналогічний  відкритий обласний етнофестиваль «Стежками Лемківщини» .